# Nigeria International 2003
Die Nigeria International 2003 im Badminton fanden vom 1. bis zum 3. Oktober 2003 in Abuja statt.

## Sieger und Platzierte
| Disziplin    | Gold                              | Silber                             | Bronze                         |
| ------------ | --------------------------------- | ---------------------------------- | ------------------------------ |
| Herreneinzel | Sho Sasaki                        | Bobby Milroy                       | Jim Ronny Andersen             |
| Herreneinzel | Sho Sasaki                        | Bobby Milroy                       | Toru Matsumoto                 |
| Dameneinzel  | Anna Rice                         | Nigella Saunders                   | Denyse Julien                  |
| Dameneinzel  | Anna Rice                         | Nigella Saunders                   | Nina Weckström                 |
| Herrendoppel | Matthew Hughes Martyn Lewis       | Nicolás Escartín Arturo Ruiz López | Erick Anguiano Pedro Yang      |
| Herrendoppel | Matthew Hughes Martyn Lewis       | Nicolás Escartín Arturo Ruiz López | Karime Sheded Shehab Yehia     |
| Damendoppel  | Felicity Gallup Joanne Muggeridge | Denyse Julien Anna Rice            | Chantal Botts Michelle Edwards |
| Damendoppel  | Felicity Gallup Joanne Muggeridge | Denyse Julien Anna Rice            | Marika Daubern Antoinette Uys  |
| Mixed        | Matthew Hughes Joanne Muggeridge  | Philippe Bourret Denyse Julien     | Chris Dednam Antoinette Uys    |
| Mixed        | Matthew Hughes Joanne Muggeridge  | Philippe Bourret Denyse Julien     | Charles Pyne Nigella Saunders  |